# Малки-Чифлик
Малки-Чифлик (болг. Малки чифлик) — село в Болгарии. Находится в Великотырновской области, входит в общину Велико-Тырново. Население составляет 337 человек (2022).

## Политическая ситуация
В местном кметстве Малки-Чифлик, в состав которого входит Малки-Чифлик, должность кмета (старосты) исполняет Иван Йорданов Чолаков (Болгарская социалистическая партия (БСП)) по результатам выборов правления кметства.
Кмет (мэр) общины Велико-Тырново — Румен Рашев (независимый) по результатам выборов в правление общины.